# Reitoria da Universidade do Porto

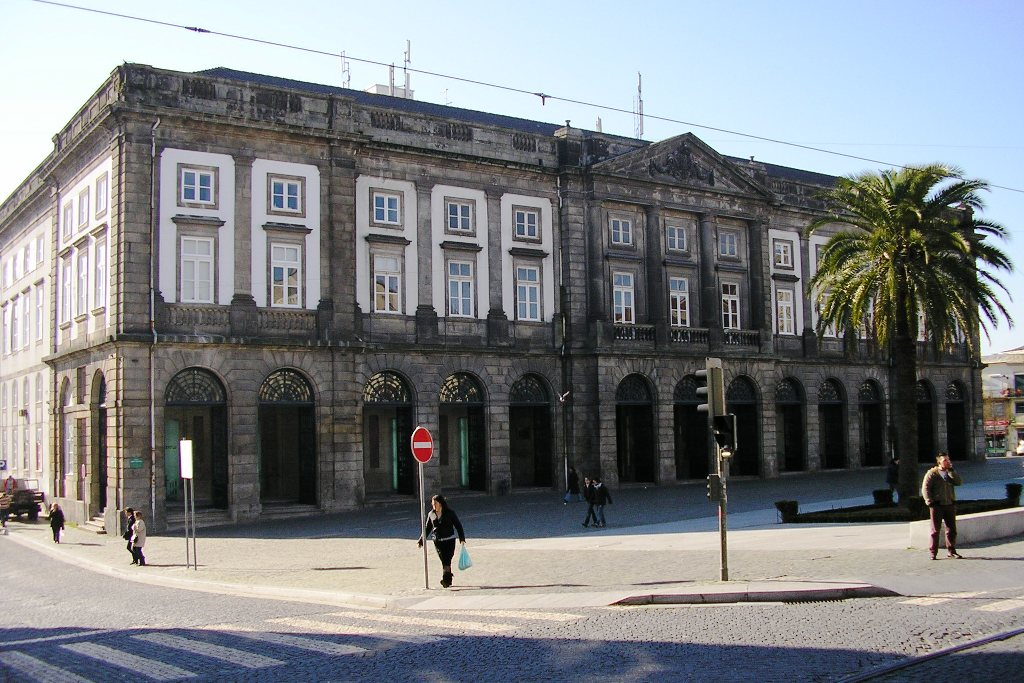
Edifíco da Academia Politécnica, onde funcionou a Faculdade de Ciências e agora está instalada a reitoria e diversos museus.

A Reitoria da Universidade do Porto é um edifício histórico situado na Praça de Gomes Teixeira, na cidade do Porto, em Portugal.
É um edifício rectangular de estilo neoclássico, inicialmente destinado a Academia Real de Marinha e Comércio. O projecto inicial é da autoria de Carlos Amarante e data de 1807. Durante o período das invasões francesas e das guerras liberais as obras do edifício avançariam muito lentamente. A construção inacabada serviu de hospital durante o cerco do Porto (1832-33). Em 1833 o projecto foi remodelado por J. C. Vitória Vila-Nova. As obras continuaram e o projecto inicial ainda sofreu duas grandes remodelações, em 1862, por Gustavo Gonçalves e Sousa, e em 1898, por António Araújo e Silva.
No edifício funcionaram a Academia Politécnica do Porto, o Colégio dos Órfãos, a Academia das Belas-Artes, o Liceu Nacional, o Instituto Industrial (antecessor do ISEP; até 1933), a Faculdade Técnica (hoje Faculdade de Engenharia; até 1937), a Faculdade de Economia (até 1974) e a Faculdade de Ciências da Universidade do Porto (até 2007).
Actualmente está instalada neste histórico edifício a Reitoria da Universidade do Porto, para além do Museu de Ciência, e dos Museus de Zoologia, Ciências Geológicas e Arqueologia e Pré-História do Instituto de Antropologia.

## Museu da História Nacional
O Museu de História Natural e da Ciência da Universidade do Porto é resultado de uma fusão do Museu de História Natural da Universidade do Porto e do Museu da Ciência da Universidade Porto e do Núcleo da Faculdade de Ciências da U.Porto.  Criado em 2015, este museu encontra-se bipartido: um polo localizado nas instalações do Edifício Histórico da Reitoria da U.Porto  e um outro que integra a Galeria da Biodiversidade e o Jardim Botânico do Porto. Possui coleções de geologia, paleontologia, zoologia, arqueologia e etnografia, botânica e ciência.

## Incêndios
O edifício foi já palco de dois incêndios:
- em 20 de Abril de 1974, um grande incêndio destruiu grande parte do edifício.
- em 5 de Maio de 2008, um incêndio de grandes proporções deflagrou às 11h15 horas.

O incêndio de 2008 deflagrou ao fim da manhã quando se ouviram explosões e se viram chamas a sair do edifício da Reitoria da Universidade do Porto. O incêndio terá começado na cobertura do edifício que estava com obras de restauro. Foi controlado às 12h55 e não registaram feridos. Os danos provocados pelo incêndio numa secção da cobertura do edifício ficaram restringidos a uma ala que se encontrava praticamente desocupada.